# Кованлук (Краљево)
Кованлук је насељено место града Краљева у Рашком округу. Према попису из 2022. било је 2033 становника.

## Етимологија
Име насеља потиче од речи „кованлук“ (пчеланик-пчелињак). Према народном предању овде су били „кованлуци“ (пчеланици) карановачких и рибничких „Турака“. Неки ипак тврде да су овде били пчелињаци манастира Жиче.

## Историја
Археолошка истраживања су показала да је подручје Кованлука било насељено током праисторије. На локалитету Изнад Луке, у доњем делу Кованлука, пронађени су остаци насеља из Гвозденог доба. Истраживање које је 1993. године спровео Народни музеј Краљево открило је трагове људске активности на површини од 56 хектара, укључујући керамику, остатке кућа и камене артефакте.
По предању, насеље Кованлук засновано је после Првог српског устанка, односно након ослобођења Карађорђеве Србије. Најпре је био смештен даље од магистралног пута, у унутрашњости ка Ратини (Стари Кованлук). Касније се становништво постепено премештало и подизало куће ближе путу Краљево-Крушевац. До 1844. године, Кованлук је био заселак села Рибнице.
Обрадиво земљиште је било заступљено поред реке Ибар у тзв. "Чоловој луци", које је добило име по Турчину Чолу, сеоском спахији. Ливаде и пашњаци су се налазили поред пута за Ратину, око сеоских кућа и изнад Чолове луке.

## Географија

### Положај
Насеље се простире од Ибарског моста низводно низ реку Ибар до Ратине. Ограничено је са леве стране реком Ибар, а са десне магистралним путем Краљево - Крушевац. Налази се на 212 м надморске висине.
Домаћинства су смештена на заравни поред пута за Ратину. Брдо се назива Шумари (Белимарковац – некадашње шуме генерала Јована Белимарковића из Београда).

### Воде
Кованлук је омеђен реком Ибар са северне стране и ушћем реке Рибнице у Ибар  са западне стране.  Потоци који протичу кроз насеље су Црвчански Поток, Чкодровац и Совљак.
Становници се такође служе водом из бунара и шмркова које има скоро свако друго домаћинство.

## Значајна места
На побрђу изнад ушћа реке Рибнице у Ибар, налази се Црква Светог Василија Острошког. Њена изградња је започета 1991. године, на месту на којем је, по предању била смештена црква брвнара, која је срушена за време Турака. Црква је грађена у Моравском стилу, а завршена је и освештана 2005. године. У Кованлуку се налазе још и Дом културе (седиште месне заједнице), гробље, царински комплекс, хотел, неколико продавница, ресторан и кафић.

## Демографија
У Кованлуку живи 1687 пунолетних становника, а просечна старост износи 38,3 година (38,0 код мушкараца и 38,6 код жена). У насељу има 675 домаћинстава, а просечан број чланова по домаћинству је 3,16.
Кованлук је већински насељен Србима (према попису из 2002. године - преко 99%), а на последњих неколико пописа, примећен је пораст броја становника, са изузетком пописа 2022. године, где је забележен пад од 11%. Према првим пописима у селу Кованлук је било:
1844. године - 19 домаћинстава
1866. године - 23 домаћинства и 86 становника
1895. године - 33 домаћинства и 180 становника
1910. године- 34 домаћинства и 223 становника
1921. године - 42 домаћинства и 269 становника
1931. године - 51 домаћинство и 286 становника
|  |

| Демографија | Демографија | Демографија |
| Година      | Становника  | Становника  |
| ----------- | ----------- | ----------- |
| 1948.       | 221         |             |
| 1953.       | 257         |             |
| 1961.       | 460         |             |
| 1971.       | 1.142       |             |
| 1981.       | 1.589       |             |
| 1991.       | 1.972       | 1.933       |
| 2002.       | 2.133       | 2.264       |
| 2011.       | 2.287       |             |
| 2022.       | 2.033       |             |

| Етнички састав према попису из 2002.‍ | Етнички састав према попису из 2002.‍ | Етнички састав према попису из 2002.‍ | Етнички састав према попису из 2002.‍ | Етнички састав према попису из 2002.‍ |
| ------------------------------------ | ------------------------------------ | ------------------------------------ | ------------------------------------ | ------------------------------------ |
|                                      |                                      |                                      |                                      |                                      |
| Срби                                 | Срби                                 |                                      | 2.114                                | 99,10%                               |
| Црногорци                            | Црногорци                            |                                      | 9                                    | 0,42%                                |
| Муслимани                            | Муслимани                            |                                      | 2                                    | 0,09%                                |
| Словаци                              | Словаци                              |                                      | 1                                    | 0,04%                                |
| Мађари                               | Мађари                               |                                      | 1                                    | 0,04%                                |
| непознато                            | непознато                            |                                      | 3                                    | 0,14%                                |

| Година пописа     | 1948. | 1953. | 1961. | 1971. | 1981. | 1991. | 2002. |
| ----------------- | ----- | ----- | ----- | ----- | ----- | ----- | ----- |
| Број домаћинстава | 56    | 66    | 120   | 314   | 472   | 560   | 675   |

| Број чланова      | 1  | 2   | 3   | 4   | 5  | 6  | 7 | 8 | 9 | 10 и више | Просек |
| ----------------- | -- | --- | --- | --- | -- | -- | - | - | - | --------- | ------ |
| Број домаћинстава | 93 | 163 | 132 | 187 | 49 | 39 | 8 | 2 | 1 | 1         | 3,16   |

| Пол    | Укупно | Неожењен/Неудата | Ожењен/Удата | Удовац/Удовица | Разведен/Разведена | Непознато |
| ------ | ------ | ---------------- | ------------ | -------------- | ------------------ | --------- |
| Мушки  | 855    | 235              | 572          | 20             | 26                 | 2         |
| Женски | 907    | 184              | 597          | 99             | 26                 | 1         |
| УКУПНО | 1.762  | 419              | 1.169        | 119            | 52                 | 3         |

| Пол    | Укупно                    | Пољопривреда, лов и шумарство | Рибарство                            | Вађење руде и камена | Прерађивачка индустрија       |
| ------ | ------------------------- | ----------------------------- | ------------------------------------ | -------------------- | ----------------------------- |
| Мушки  | 410                       | 13                            | 0                                    | 2                    | 137                           |
| Женски | 235                       | 12                            | 0                                    | 0                    | 65                            |
| УКУПНО | 645                       | 25                            | 0                                    | 2                    | 202                           |
| Пол    | Производња и снабдевање   | Грађевинарство                | Трговина                             | Хотели и ресторани   | Саобраћај, складиштење и везе |
| Мушки  | 7                         | 56                            | 44                                   | 10                   | 56                            |
| Женски | 1                         | 4                             | 48                                   | 12                   | 13                            |
| УКУПНО | 8                         | 60                            | 92                                   | 22                   | 69                            |
| Пол    | Финансијско посредовање   | Некретнине                    | Државна управа и одбрана             | Образовање           | Здравствени и социјални рад   |
| Мушки  | 1                         | 4                             | 37                                   | 7                    | 15                            |
| Женски | 6                         | 1                             | 12                                   | 13                   | 36                            |
| УКУПНО | 7                         | 5                             | 49                                   | 20                   | 51                            |
| Пол    | Остале услужне активности | Приватна домаћинства          | Екстериторијалне организације и тела | Непознато            | Непознато                     |
| Мушки  | 9                         | 0                             | 0                                    | 12                   | 12                            |
| Женски | 6                         | 0                             | 0                                    | 6                    | 6                             |
| УКУПНО | 15                        | 0                             | 0                                    | 18                   | 18                            |

## Галерија
- Храм Св. Василија Острошког
- Поглед на гробље и део насеља из ваздуха